# قلعه عابدی
قلعه عابدی مربوط به دوره قاجار است و در شهرستان عشق‌آباد، شهر عشق‌آباد واقع شده و این اثر در تاریخ ۱۵ دی ۱۳۸۷ با شمارهٔ ثبت ۲۴۳۶۱ به‌عنوان یکی از آثار ملی ایران به ثبت رسیده است.